# Przepiórów
Przepiórów – wieś w Polsce położona w województwie świętokrzyskim, w powiecie opatowskim, w gminie Iwaniska.
| SIMC    | Nazwa      | Rodzaj     |
| ------- | ---------- | ---------- |
| 0794030 | Kolonie    | część wsi  |
| 0794052 | Krasków    | przysiółek |
| 0794046 | Stara Wieś | część wsi  |

W latach 1961-1972 wieś był siedzibą gromady Przepiórów. W latach 1975–1998 miejscowość administracyjnie należała do województwa tarnobrzeskiego.
W Przepiórowie znajduje się zespół dworski, wpisany do rejestru zabytków nieruchomych (nr rej.: A.514 z 11.12.1957 i z 27.05.1986).